# Prekmurska gibanica

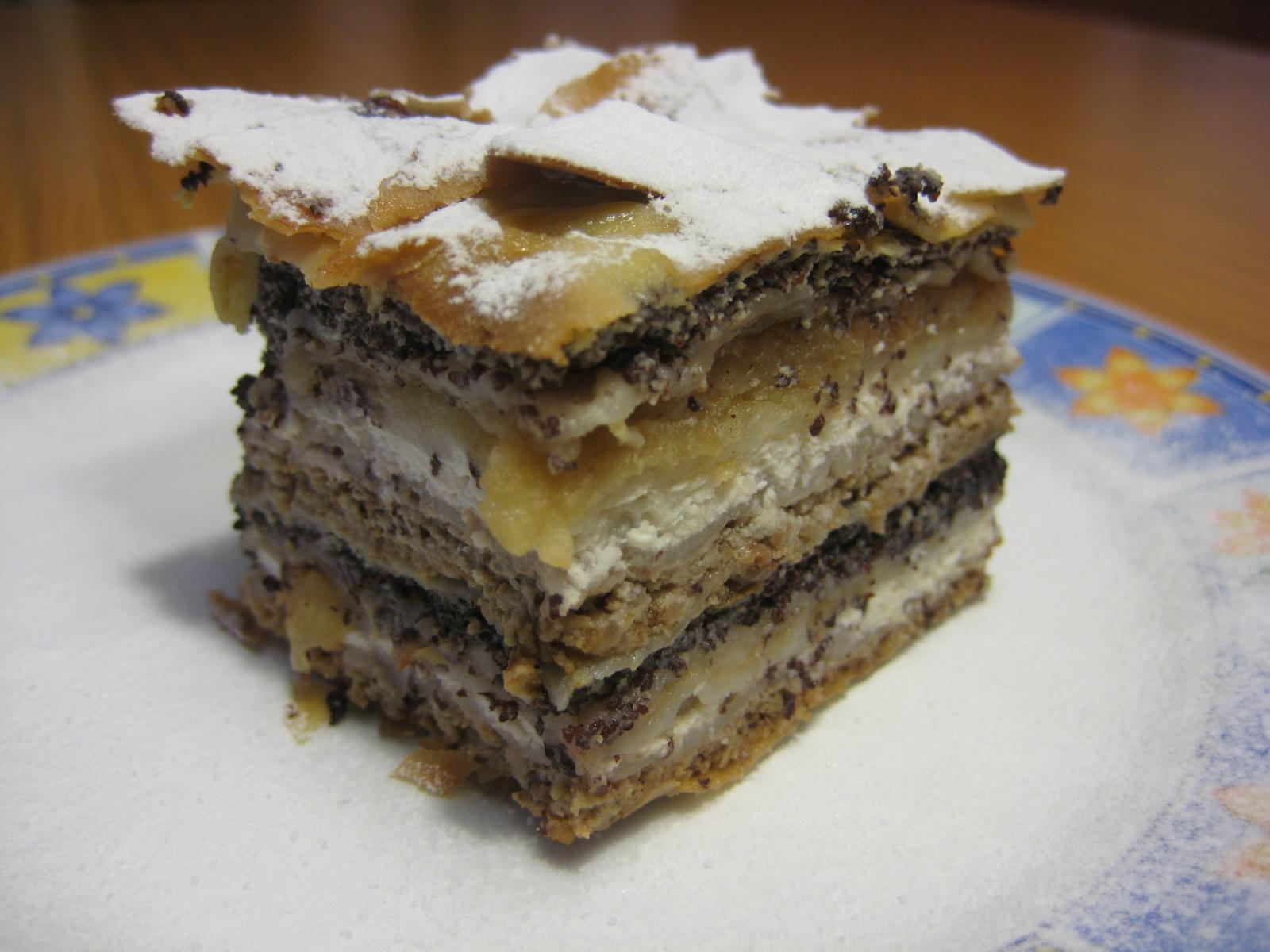
Prekmurska gibanica

Prekmurska gibanica  - słoweńskie ciasto warstwowe, wywodzące się z regionu Prekmurje, uważane za narodowe danie Słowenii. Podawane jest tradycyjnie podczas świąt (np. Boże Narodzenie czy Nowy Rok) oraz wesel i innych szczególnych okazji i uroczystości. Posiada status gwarantowanej tradycyjnej specjalności w Unii Europejskiej. Składa się z naprzemiennych warstw maku, słodkiego sera twarogowego, orzechów włoskich i kwaśnych jabłek.

## Historia
Ciasto wywodzi się z regionu Prekmurje, gdzie podawane było tradycyjnie podczas uroczystości weselnych, chrztów, imienin i innych przyjęć. Być może wywodzi się od Żydów zamieszkujących niegdyś obszary Prekmurje. W książkach i rozprawach pojawiły się wzmianki dotyczące ciasta, sposobów jego przygotowania i podawania. Najstarsza wzmianka pochodzi z 1828 roku od  księdza Jožefa Košiča, który przygotował spis potraw popularnych w Prekmurje, na zlecenie etnografa Johanna Csaplovicsa E.V. Jeszenova. Opis potrawy pojawia się także w rozprawie etnograficznej Zwyczaje żywieniowe w Prekmurje (org. Ljudska prehrana v Prekmurju), napisanej przez Vilko Novaka w 1947 roku oraz w opracowaniu Słoweńskie dania narodowe (org. Slovenske narodne jedi) Andreja Gruma i Ivana Vozelja, opublikowanej w 1964. Osiem lat później o potrawie pisał poeta słoweński Miško Kranjec, charakteryzując ją w swojej powieści Opowieść o dobrych ludziach jako danie, do którego tęskni się nawet w niebie. 
Opisy dania w różnych źródłach wskazują, że sposób jego przygotowania ewoluował wraz z upływem czasu. W opisie Jožefa Košiča ciasto ma 10 lub 11 warstw, a nadzienie może składać się też z rzepy lub drobno siekanej kapusty, u Novaka warstw jest 9, a wśród nadzienia nie występują jabłka, pojawiają się natomiast winogrona. Košič notuje także, że ciasto było ówcześnie podawane w formie wieży, złożonej z ułożonych na sobie trójkątnych kawałków gibanicy. 
Słowo gibanica pochodzi od słowa gűba oznaczającego zagięcie lub fałdę.

## Przygotowanie
Złożone jest z warstw ciasta filo, przekładanych naprzemiennie warstwami nadzienia z maku, słodkiego sera twarogowego, orzechów włoskich i kwaśnych jabłek. Każda warstwa nadzienia występuje dwukrotnie, w sumie więc ciasto ma osiem warstw. Na spodzie znajduje się ciasto kruche, natomiast na wierzchu - ostatnia warstwa ciasta filo, polana śmietaną wymieszaną z jajkiem lub polewą tłuszczową z margaryny, masła lub oleju. Ciasto można piec w okrągłych lub prostokątnych formach, dzięki czemu jego kawałki mogą mieć formę trójkątów lub prostokątów.
Ciasto jest zarejestrowane jako gwarantowana tradycyjna specjalność w Unii Europejskiej, co oznacza, że może być sprzedawane pod tą nazwą tylko pod warunkiem, że przy jego przygotowaniu postępowano ściśle w zgodzie z tradycyjnym przepisem (w tym zachowując konkretną kolejność warstw, składniki ciasta i nadzienia).